# Трены
«Трены» (пол. Treny; в переводе на русский язык — «Плачи») — цикл из 19 стихотворений-плачей польского поэта Яна Кохановского, изданный в 1580 году. Стихотворения посвящены дочерям поэта: по большей части Уршуле, умершей в 1579 году, и Ханне, умершей примерно в то же время (перед 1583 годом).

## Композиция

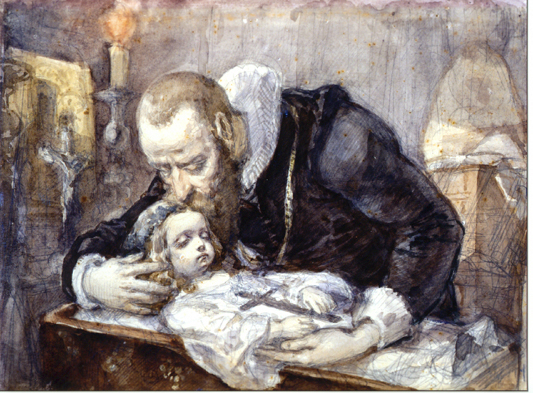
Ян Кохановский над телом дочери Урсулы. Картина Яна Матейко, вдохновлённая «Тренами»

В «Тренах» выразилась безграничная скорбь Кохановского по умершей маленькой дочери, что резко контрастирует с предыдущими работами поэта, в которых он отстаивал такие ценности, как стоицизм. Стихотворения можно рассматривать как критику собственных ранних работ. В более широком смысле «Плачи» показывают мыслящего человека эпохи Возрождения в момент кризиса, когда пройдя через страдания и столкнувшись с несоответствием идеалов реальности, он оказывается вынужден по-новому оценить свою бывшую гуманистическую философию жизни.
«Трены» относятся к одноимённому поэтическому жанру, и всё произведение состоит из частей, характерных для эпицедия: первые стихотворения знакомят с трагедией и представляют собой восхваление покойной; далее идут стихотворения скорби, демонстрирующие масштаб утраты поэта, его горе; в конце — стихотворения утешения и наставления.
Опираясь на достижения таких поэтов-классиков, как Гомер, Цицерон, Плутарх, Сенека и Стаций, а также на поздние сочинения Петрарки и поэтов Возрождения, таких как Пьер де Ронсар, Кохановский вышел за пределы известных жанров, и его «Плачи» представляют собой смешанную форму, меняющуюся от эпиграммы к элегии и эпитафии, не говоря уже о псаломной песне.
Когда «Трены» были опубликованы, Кохановский был подвергнут критике за то, что оплакивал смерть маленького ребёнка вопреки существующей литературной традиции, при которой эта форма должна использоваться для «великих людей» и «великих событий».